# 蘇原東門町
蘇原東門町（そはらとうもんちょう）は、岐阜県各務原市の地名。現行行政町名は蘇原東門町一丁目から三丁目。

## 地理
各務原市の蘇原地区に属する。
町域の東部は蘇原新生町、須衛町、西部は蘇原外山町、南部は蘇原新生町、蘇原昭栄町、北部は蘇原清住町に接する。
地名は1875年まで存在した各務郡東門村に因む
道路
- 県道17号江南関線

## 歴史
1976年（昭和51年）3月27日、この地域で区画整理が行われ、蘇原熊田町の一部、蘇原持田町の一部、蘇原古市場町の一部をもって蘇原東門町が成立。

## 世帯数と人口
2024年（令和6年）10月1日現在の世帯数と人口は以下の通りである。尚、各務原市の統計上、一丁目と二丁目を合わせて記述する。
| 丁目                 | 世帯数 | 人口 |
| -------------------- | ------ | ---- |
| 蘇原東門町一・二丁目 | 21世帯 | 44人 |
| 蘇原東門町三丁目     | 14世帯 | 39人 |
| 計                   | 35世帯 | 83人 |

## 小・中学校の学区
市立小・中学校に通う場合、学区は以下の通りとなる。尚、蘇原外山町の自治会は持田町自治会である。
| 番・番地等 | 小学校                   | 中学校               |
| ---------- | ------------------------ | -------------------- |
| 全域       | 各務原市立蘇原第一小学校 | 各務原市立蘇原中学校 |

## 主な施設
- 各務原市消防本部東部方面消防署北分署

## 交通
- 岐阜バス倉知線